# Lac d'Engolasters
Le lac d'Engolasters (estany d'Engolasters en catalan) est un lac situé en Andorre dans la paroisse d'Encamp près de la capitale Andorre-la-Vieille.

## Géographie

### Localisation
Le lac est situé à l'extrême sud-ouest de la paroisse d'Encamp et marque la frontière avec celle d'Escaldes-Engordany dans laquelle est située le village tout proche d'Engolasters.
Le lac surplombe l'agglomération d'Andorre-la-Vieille à partir de laquelle il est accessible en voiture en moins de 20 minutes par la route CS-200,. Le lac était accessible jusque dans les années 1980 par télécabine depuis Encamp. 

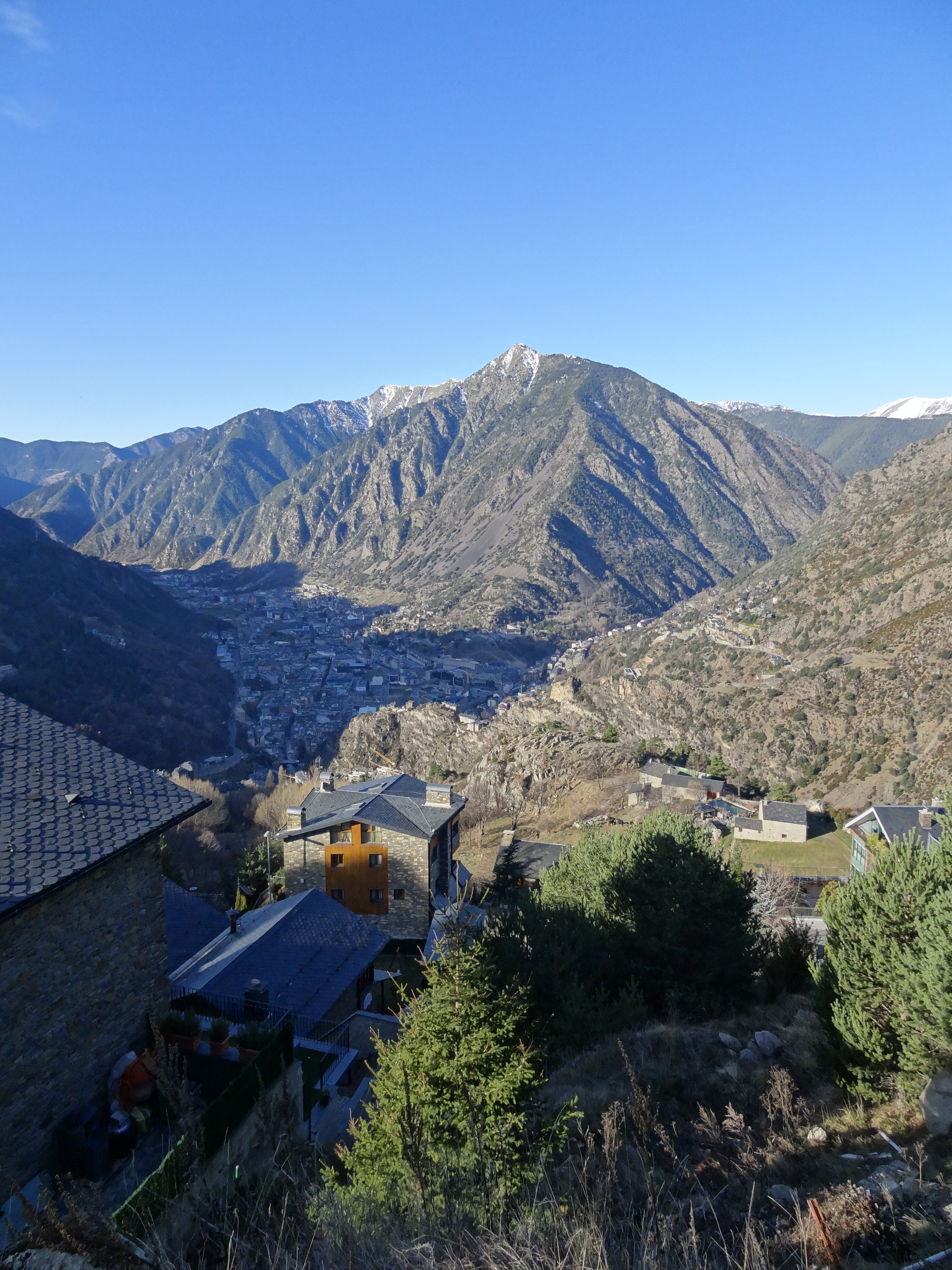
Vue sur Andorre-la-Vieille depuis la route d'Engolasters.
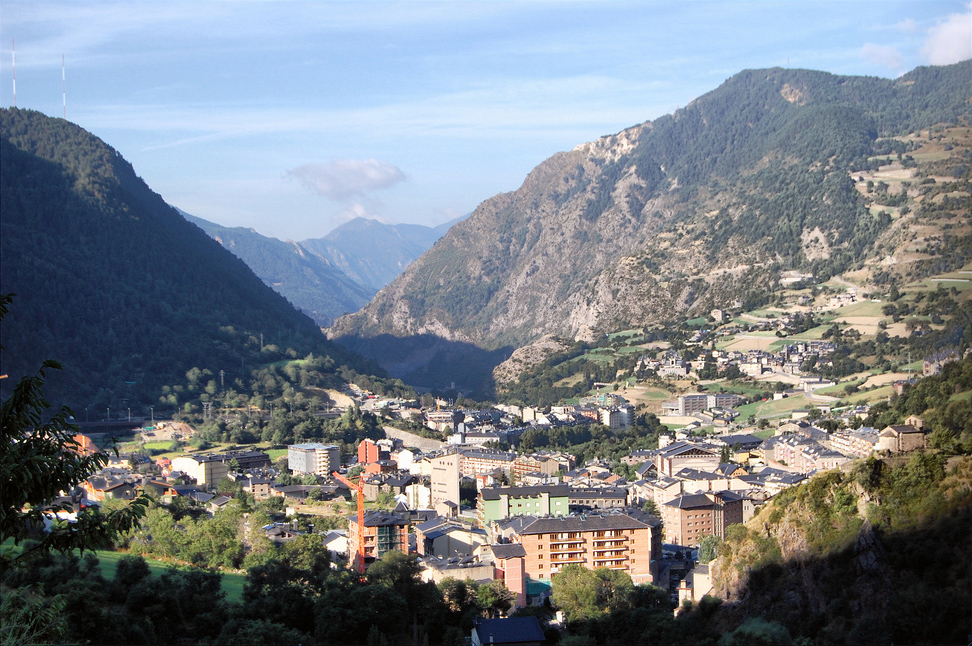
Vues des antennes de l'émetteur (à gauche) marquant la position du lac au dessus d'Encamp.

### Hydrographie
Occupant une dépression glaciaire à 1 613 m d'altitude,, le lac d'Engolasters est de forme oblongue, long de 500 m et large de 150 m. Il a la particularité d'être un lac perché à flanc de vallée, étant retenu par une moraine latérale. Il surplombe Andorre-la-Vieille et la vallée de la Valira d'Orient,.
Il s'étend sur 7 ha ce qui en fait l'un des plus grands lacs de l'Andorre,. Il se classe par sa surface en 5e position derrière l'Estany Primer de Juclar, l'Estany de Més Amunt de Tristaina, l'Estany de l'Illa  et l'Estany de Montmalús. Sa profondeur maximale est de 17 m.
Le lac est alimenté artificiellement par les eaux de la Valira d'Orient et du riu Madriu par l'intermédiaire de tunnels souterrains. Les eaux de la Valira d'Orient arrivent depuis Ransol par l'intermédiaire d'une conduite souterraine de près de 11 km,. Un barrage se situe à l'extrémité sud du lac. Les eaux du lacs sont ensuite acheminées par un système de conduite forcée long de 1 250 mètres à la centrale hydroélectrique de Les Escaldes située 490 mètres en contrebas,. Elles rejoignent ensuite à nouveau le cours de la Valira d'Orient et appartiennent de ce fait au bassin hydrographique de l'Èbre.
|                                     | \| Lac d'Engolasters \|                                                 |                       |
| Le barrage à l'extrémité sud du lac | Le lac d'Engolasters sur la carte des bassins hydrographiques d'Andorre | Vue d'ensemble du lac |
| Lac d'Engolasters                   |                                                                         |                       |

### Climat
Une station météorologique est installée sur le lac ce qui permet de connaître précisément son clitmat. Les températures extrêmes enregistrées sur le lac sont de −21 °C et 39 °C. Il est ainsi fréquemment gelé en hiver.
| Mois                              | jan. | fév. | mars | avril | mai  | juin | jui. | août | sep. | oct. | nov. | déc. | année |
| --------------------------------- | ---- | ---- | ---- | ----- | ---- | ---- | ---- | ---- | ---- | ---- | ---- | ---- | ----- |
| Température minimale moyenne (°C) | −1,7 | −1,9 | −0,4 | 1,1   | 5    | 9,3  | 12   | 11,8 | 8,5  | 5,3  | 1,4  | −0,7 | 4,1   |
| Température moyenne (°C)          | 1,4  | 2    | 4,1  | 5,2   | 9,3  | 13,7 | 17   | 16,7 | 13,1 | 9,1  | 4,6  | 2,2  | 8,2   |
| Température maximale moyenne (°C) | 4,6  | 5,6  | 8,3  | 9,3   | 13,3 | 18,3 | 22,1 | 21,7 | 17,6 | 12,7 | 7,6  | 5,1  | 12,1  |
| Précipitations (mm)               | 57,5 | 28,9 | 41,6 | 77,8  | 103  | 95,7 | 72,2 | 89,9 | 90,2 | 86,1 | 93,8 | 70,6 | 907,2 |

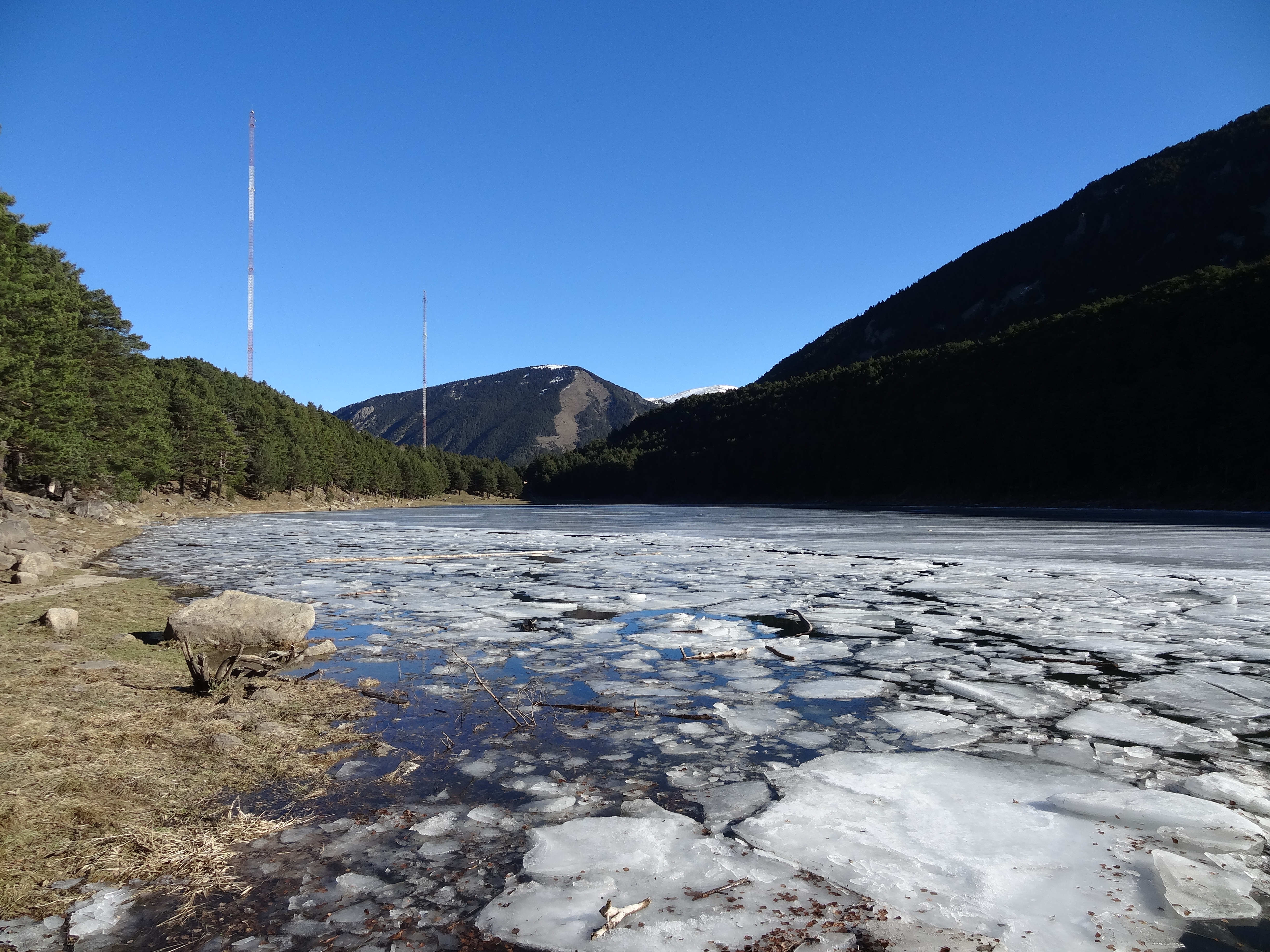
Le lac gelé en hiver
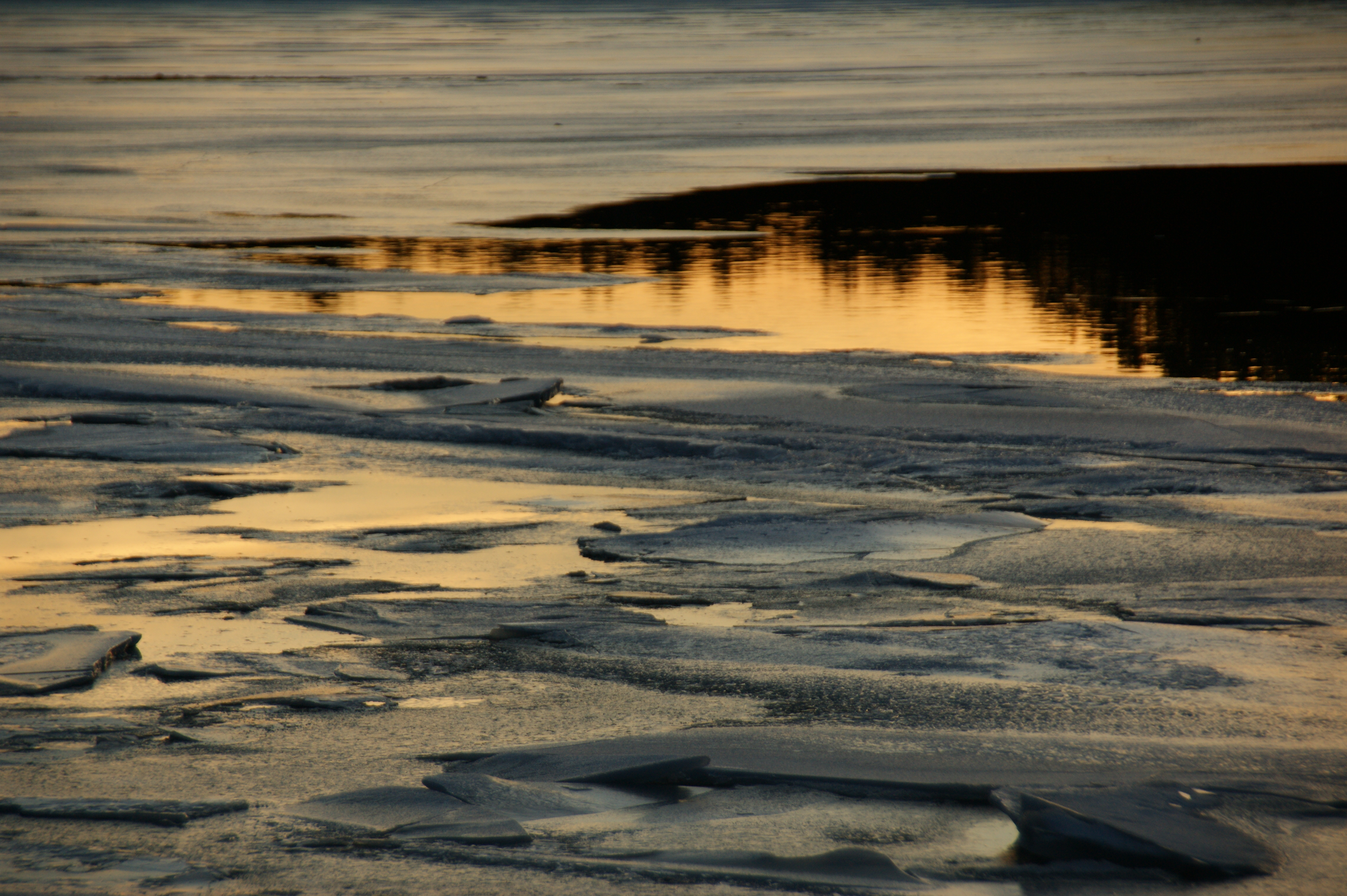
Glace sur le lac d'Engolasters

## Environnement

### Faune
Le lac abrite les espèces de poissons suivantes :
- Omble de fontaine (Salvelinus fontinalis)[5]
- Truite fario (Salmo trutta)[5]
- On y pêchait également le barbeau (Barbus barbus)[11].

Le lac d'Engolasters est un site de nidification pour les espèces d'oiseaux suivantes :
- Grand Corbeau (Corvus corax)
- Mésange noire (Periparus ater)
- Rougequeue noir (Phoenicurus ochruros)

### Flore
- Le lac est entouré d'une forêt de pins sylvestres (Pinus sylvestris)[6],[7].

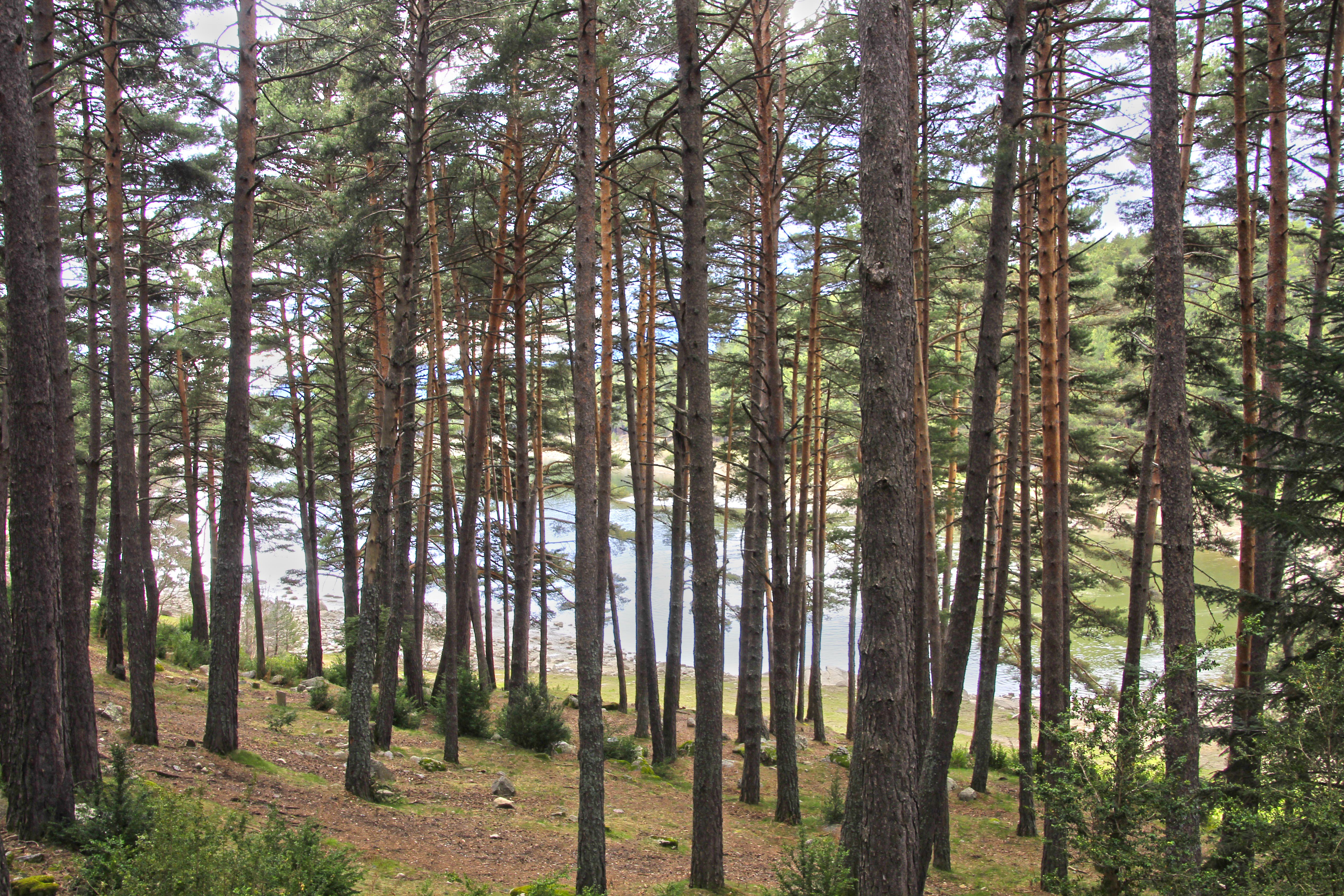
Vue du lac au travers de la pinède.
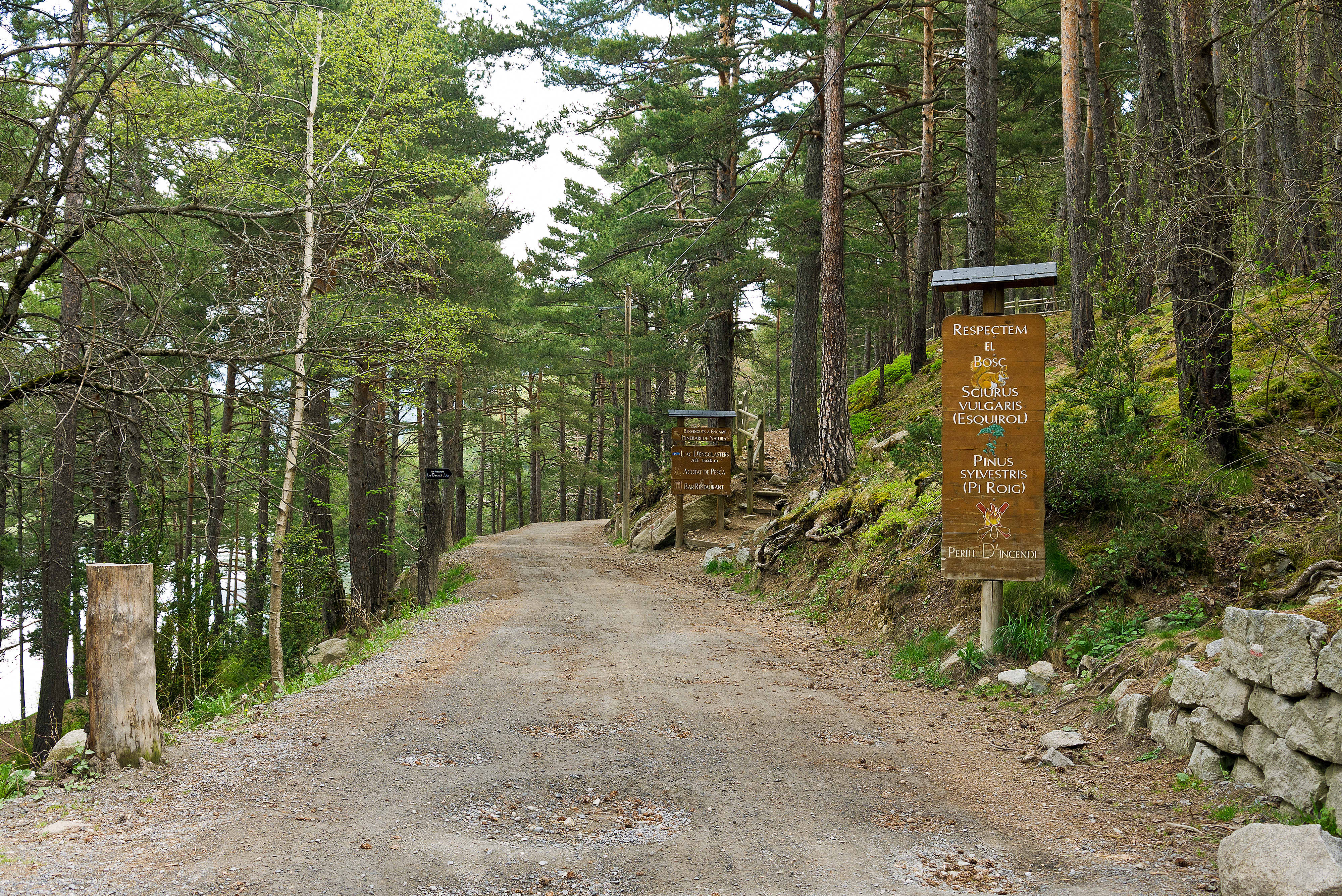
La forêt de part et d'autre de la route d'accès au lac.

## Infrastructures

### Émetteur d'Encamp
L'émetteur d'Encamp est implanté sur les rives du lac. Avec ses pylônes haut de 125 mètres, il a permis la diffusion de Radio Andorre du 7 août 1939 au 9 avril 1981. La situation dans la cuvette du lac était de l'émetteur était source de difficultés pour la radio à étendre sa zone d'écoute et de diffusion.

### Centrale hydroélectrique de Les Escaldes
La centrale électrique de Les Escaldes se situe en contrebas du lac, au village de Les Escaldes dans la paroisse d'Escaldes-Engordany. Elle produit de l'hydroélectricité à partir de eaux du lac qui y sont acheminées par un système de conduite forcée sur un dénivelé de 490 mètres,. La centrale possède deux turbines Pelton de 14 MW et 17 MW,. La production annuelle d'électricité est de 80 GWh à 100 GWh.

## Tourisme
- Le lac est un lieu apprécié pour la pêche et la randonnée. Le tour du lac, long de 3,2 km[6] est une promenade sans difficulté, appréciée des familles.
- L'église Sant Miquel d'Engolasters, reconnue pour ses fresques et son clocher, est située à proximité du lac[4]. Datée du XIIe siècle elle représente l'une des plus belles réalisations architecturales romanes en Andorre[17].
- La vallée du Madriu-Perafita-Claror, classée au patrimoine mondial de l'UNESCO est également géographiquement très proche du lac. Cet espace naturel protégé s'étendant sur plus de 4 200 ha[18] est accessible depuis le lac en suivant le GR 11[19]. Ce dernier relie également le lac à la ville d'Encamp[19].

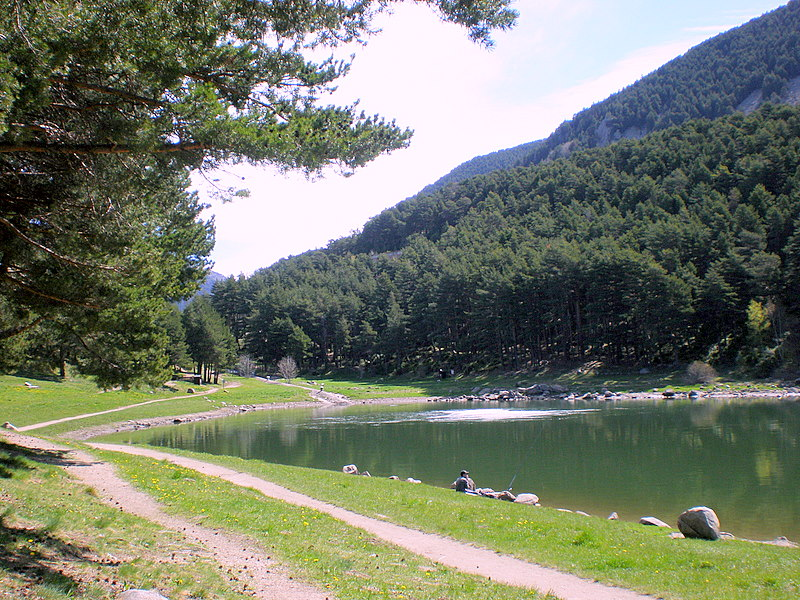
La promenade autour du lac
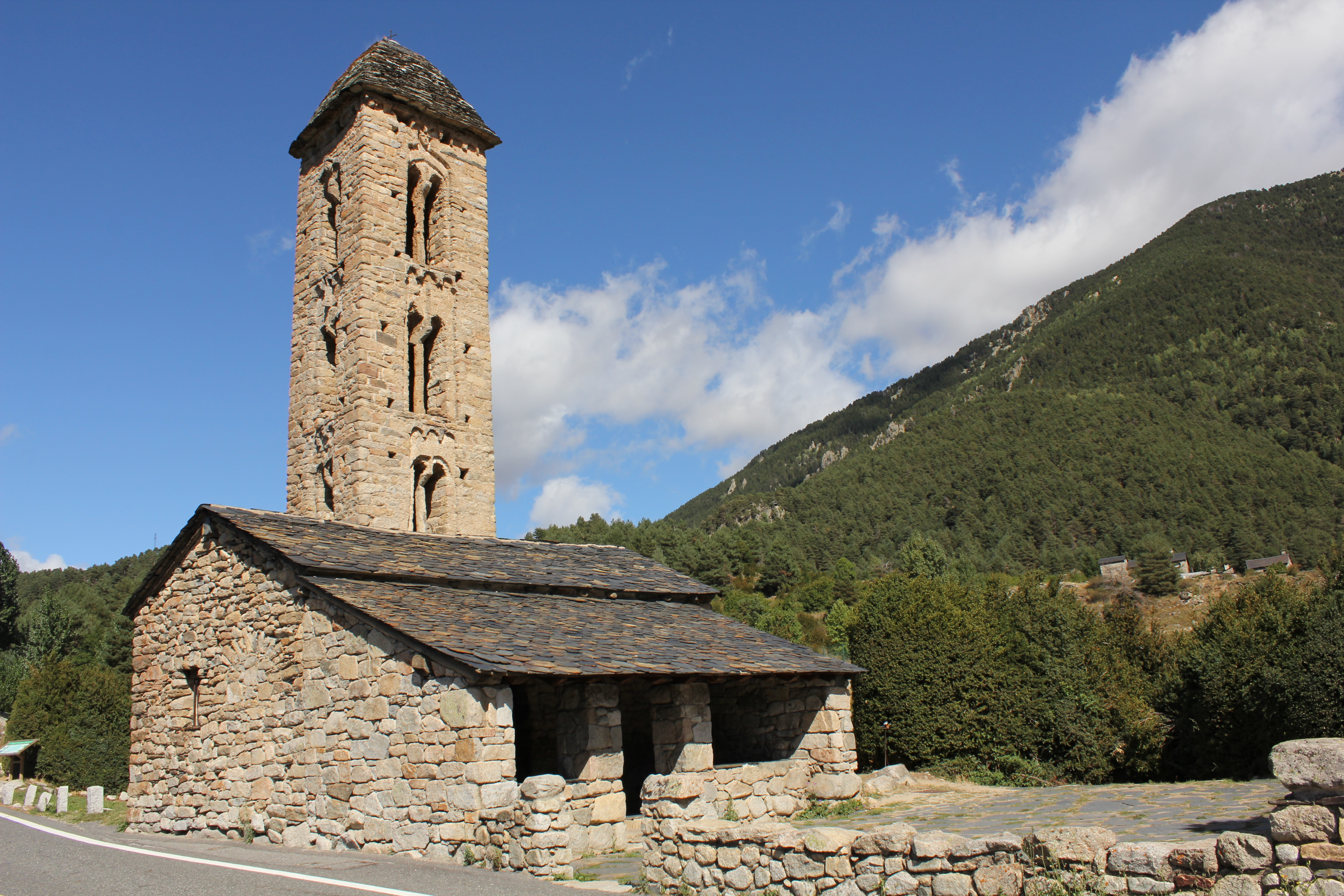
L'église Sant Miquel d'Engolasters
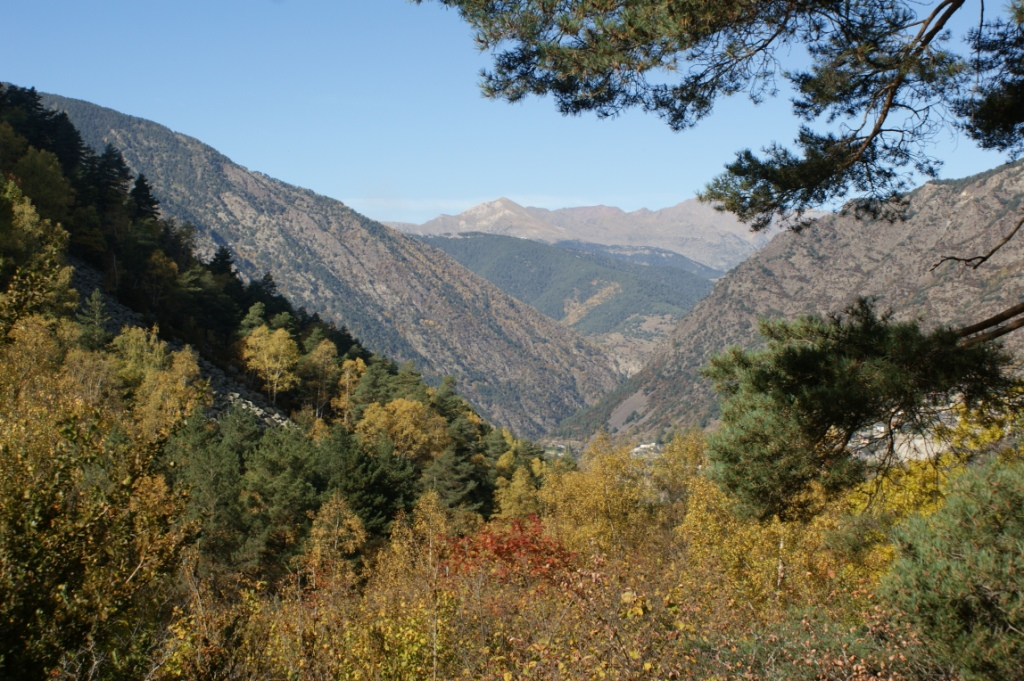
La vallée du Madriu-Perafita-Claror

## Toponymie et légendes
Les formes anciennes Angolestés et Angulastes sont attestées. Le linguiste catalan Joan Coromines a proposé une origine latine par juxtaposition de gula (« goulet » / « gorge », donnant également gola en catalan) et de æsturia (« estier »).
Mais une autre juxtaposition d'origine latine a également été soulevée : Engula asters signifiant littéralement « avaleur d'étoiles » . Une légende andorrane raconte d'ailleurs que les étoiles finiront par tomber au fond du lac pour y demeurer jusqu'à la fin des temps.
Il existe une autre légende quant à l'origine du lac. Une boulangère aurait refusé de donner du pain à un pèlerin affamé qui n'était autre que le Christ lui-même. Pour la punir de son impiété, un déluge s'abattit alors sur le village d'Engolasters, jusqu'à former le lac,.